# 查維·拿華路
法蘭斯高·查維亞·「查維」·維森特·拿華路（西班牙語：Francisco Javier "Javi" Vicente Navarro，1974年2月6日—），簡稱查維·拿華路（西班牙語：Javi Navarro），出生在華倫西亞，是一名前西班牙足球員，司職中堅。
在他的球員生涯中，風格強硬的他，曾在華倫西亞和西維爾效力，並於後者取得重大成功。

## 球會
拿華路出身自家鄉球會華倫西亞的青訓系統，他在1993/94球季首次代表球隊處子上陣，在該季他總共上陣4次，其後他在CD洛格隆尼斯的借用期結束後，於1995/96球季重返球會並上陣19次，該季球會成為西甲亞軍。接著的一年，他膝蓋重傷，使他缺陣差不多三年，他康復後於2000/01球季被外借至附近的埃爾切。
拿華路在西乙度過一季後，他在2001年7月轉投西維爾，在接著的五年，他與巴勃羅·阿爾法羅組成了讓人聞風喪膽的中堅組合。2005年3月20日，他粗野肘擊馬略卡的胡安·阿朗戈，使這名委內瑞拉球員當場失去知覺。
2005-07年間，拿華路協助球隊兩度贏得歐洲足協盃及一次西班牙國王盃後，他的另一膝蓋重傷，使他缺陣達兩年，35歲的他最終在2008/09球季結束後退役。

## 國際賽
2006年11月15日，拿華路在加的斯以0-1的比分不敵羅馬尼亞的賽事中首次代表西班牙上陣，以32歲之齡成為西班牙隊處子上陣球員中第二年長的，僅次於34歲的前皇家馬德里球員費倫茨·普斯卡斯。
拿華路曾參與1996年夏季奧林匹克運動會，球隊最終八強出局。

## 外部連結
- （英文）BDFutbol profile （页面存档备份，存于）
- （西班牙文）National team data
- （英文）查維·拿華路 – FIFA國際賽競賽紀錄 (存檔)